# 核能流言終結者
核能流言終結者（英語：Nuclear Myth Busters），常被簡稱為核終，是一個台灣的倡議團體，主張以核能發電為基載電力與再生能源並行。其命名來源是參照探索頻道的著名科普節目《流言終結者》，意在於「戳破反核者的迷思」。宗旨為破解「核能謠言」和「誇大不實的能源流言」，進而推展能源科普知識。活躍成員有黃士修、廖彥朋等。該團體最早由臉書發跡，後活躍出席各大討論能源議題場合，與許多主張反核的台灣社群（如媽媽監督核電廠聯盟、綠色公民行動聯盟等）對立，其論述以及網路行動則受到許多反對者如劉黎兒、徐光蓉、方儉和彭明輝等人之批評。
受到電業法修法的影響，在2018年中華民國全國性公民投票中，該團體推動以核養綠議案，旨在廢除該法中關於廢除核能發電的法律條文。該案經全國性公投後通過，是中華民國第一次由公民直接行使複決權。

## 立場及行動
核能流言終結者支持台灣以核能為基載電力，台灣不應廢除核能發電，核廢料有害程度低，只需良好的儲放設施即可保存，如火力發電所產生之碳排放才難以解決。且分析各國的核能能源佔比和成本比較，認為核電能有效地降低台電的發電成本；並認為世界各國目前只有少數如德國、瑞士和比利時訂出廢核期程，但慮及發電成本，最終剩下德國苦撐，其他如美國、英國和韓國等國皆表示會持續發展和擴充核能發電。
此外，核終也積極澄清關於福島核災及核廢料的謠言，以國際新聞所提出的資訊與數據闡明核災方面的迷思；部份成員親自前往日本福島縣旅遊，表達對於福島縣遭「風評被害」的不滿及支持該縣復興。為求所得資訊來源為真，核終力求資料為第一手原始資料如政府間氣候變化專門委員會、國際原子能總署、美國核能管理委員會及行政院原子能委員會等之原始報告。
核能流言終結者曾在國立台灣大學受邀社團課程演說上表示，贊成多元能源的發展和均衡配比，以及呼籲大眾節能減碳。
核終透過網路、架設自己的Wiki，將相關知識和已說明過的傳言，共筆並統整為文章，目前已有86個條目。

## 相關新聞與部落格

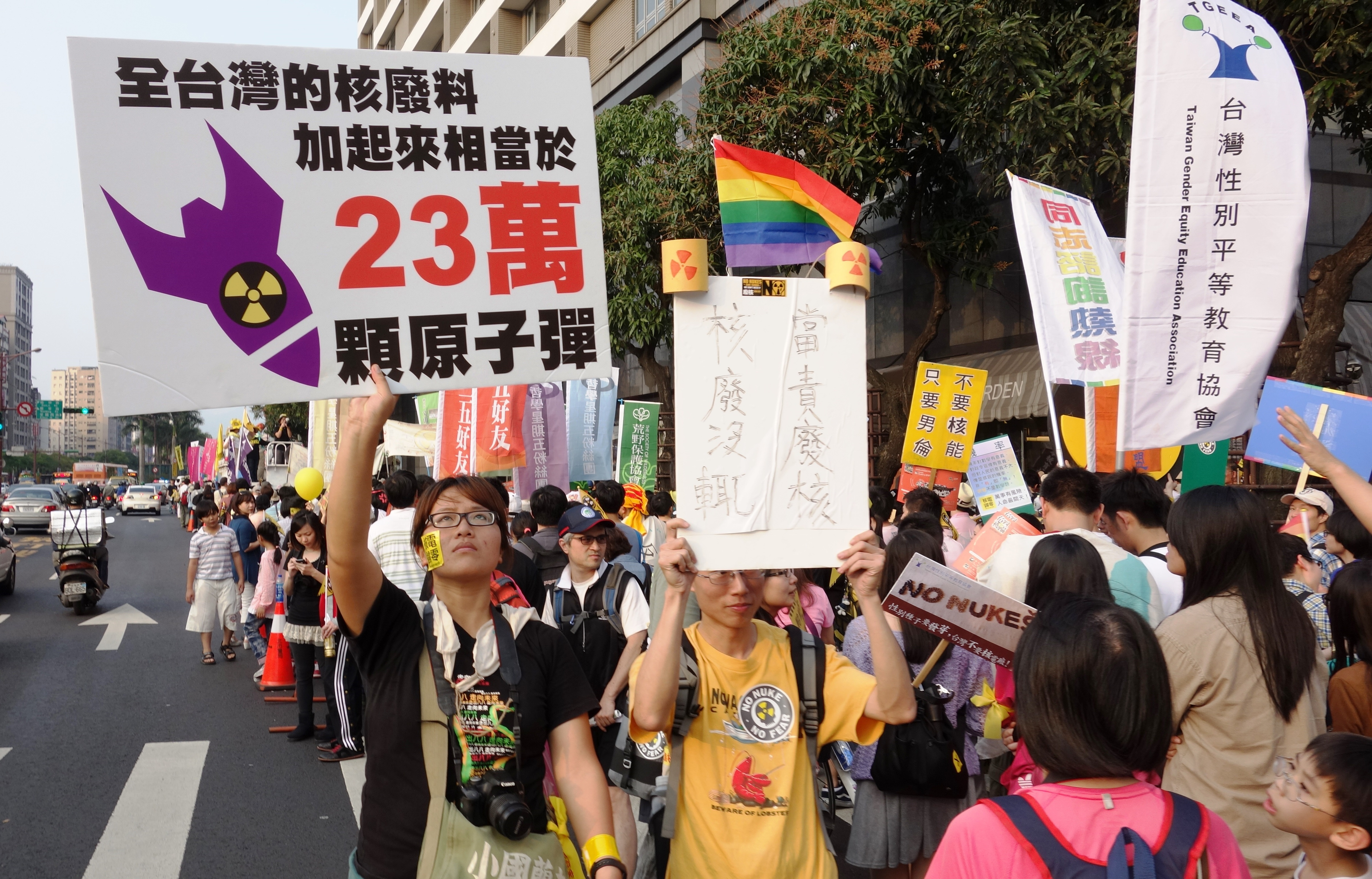
創辦人黃士修表示：很多反核人士講的核災根本是講核彈引發的核災。圖為2013年臺灣309反核四大遊行之相關照片

- 2014年4月30日，核能流言終結者在臉書發文表示：「目前還沒有敢跟核能流言終結者公開辯論的反核人士，國立清華大學人文社會學院和清大基進筆記會敢成為第一個出來公開辯論的嗎？讓我們看看關心各項社會議題的基進筆記和人社院的優秀熱血青年，到底對核能議題做了多少功課，知道自己為何而反？」核能流言終結者指出：「如果你們的人不夠力，請清大人社院的王俊秀、王丹或任何一位教授來，甚至是呼籲大家投入反核運動的學運領袖陳為廷，我們都可以接受。別說我們勝之不武，總之派出你們最夠力的代表來，我們公開對談。」
- 2014年5月2日，《東森新聞》引用核能流言終結者的臉書粉絲專頁的內容，而進行了跟進報導。[8]
- 2014年12月20日，據《自由時報》的報導稱，反核與擁核團體於全國能源會議會場內發生口角。「要健康婆婆媽媽團」和台灣環境保護聯盟等團體認為場地太小；核能流言終結者則反嗆「不高興可以不要參加」，又說：「台灣今天的問題就在這裡：有些人聲音特別大聲，敢上街硬拗就可以得到他要的東西。」[9]
- 2014年12月25日，由立法院經濟委員會召開的「電價計算公式」公聽會，立委黃偉哲評論台電綠能發展落後、經營效率差；然而核能流言終結者創辦人黃士修回應觀點有誤，要立委「多做功課」，雙方有所歧異。召集委員楊瓊瓔當和事佬，建議公聽會的討論不要涉及人身攻擊。[10]
- 2014年12月25日，在輔仁大學和國立聯合大學等大學兼任教授周偉航發文「務實一點，網路擁核陣營的三大問題如何解？」，[11]文中指出，核終支持者多為「不懂行銷的科學怪宅」、「國民黨黨工」及「缺乏道德資本」，論及「網路擁核者和統派意識形態搞得太近」。隨後有其他部落客發文「核能流言終結者現象」駁斥周偉航的扣帽子言論，諷刺反核人士用扣帽子言論打壓異己。[12]
- 2015年1月26日，全國能源會議場內外火藥味十足，數百位民眾針對國家是否會把核廢料放置宜蘭，在場外聚集抗議；而會議結束後，與會的民進黨立委田秋堇與核能流言終結者創辦人黃士修有所爭執：黃士修說，很多反核人士講的核災根本是講核彈引發的核災，請田秋堇回去看世界衛生組織(WHO)報告；田秋堇卻回罵「你是國民黨的智庫，我反核30年，台電都無法說服我」，把對反核論述提出質疑的人都視為國民黨支持者。[13][14]2015年1月27日，核能流言終結者成員劉德誠舉出田秋堇過去與核能相關的發言，列出田秋堇的反核論述移花接木、且缺乏使人信服的判斷，田秋堇「確實應該去多讀書」；田秋堇無回應。[15]

## 常見用語
- 「飯盒」：是「反核」的諧音，常被核能流言終結者用以諷刺不理性反核、政治反核、或將反核視為宗教信仰的反核人士。[16]
- 對再生能源或綠能的態度，核能流言終結者部分成員主張核電與再生能源並行，減少石化燃料(包含煤)的使用，這樣可以達成最大的減碳效益。核能流言終結者成員提出「支持核電，暖化歸零」或「支持暖化，核電歸零」的貼紙。

## 爭議
- 核能流言終結者關心候選人對於能源議題之表態，曾於2014年中華民國臺北市市長選舉期間對主要候選人柯文哲、連勝文邀稿。2014年8月21日晚上，台灣環境保護聯盟緊急動員公民團體在行政院中央聯合辦公大樓前靜坐反核，早已表態反核的台北市長參選人柯文哲與馮光遠到場聲援；核終成員當晚也出席，現場希望與柯文哲對談，並提交一份關於能源政策的請願書、以及一本柏克萊加州大學物理學教授理查德·穆勒著作的科普書籍《給未來總統的能源課》給柯，但柯拒絕接受。核能流言終結者最後請警察代為轉交，即離開現場。[17]

- 曾被前秘書長張中一指控在以核養綠的推動上濫用捐款。[18]黃士修本人對此表示，已提供完整對話紀錄，經由協會之監事和法務調查，並沒有濫用之事實。張中一則不願交出詳細資訊，並把負責交接的理事長和監事主席都封鎖，持續向對周遭朋友和前輩放黑函。[19]核能流言終結者協會理監事則在相關臉書社團回應，該事件經內部調查後，張中一所指控的事項並不成立。
- 黃士修在公開演講表示蘭嶼人反核是因為回饋金談不攏。[20]黃士修於2018年11月2日在靜宜大學講座提起蘭嶼核廢料看法，強調核廢對蘭嶼人最大的影響是「讓蘭嶼人有免費充足的電力以及醫療和教育資源」，同時他也認為，很多蘭嶼人都知道核廢料沒有健康危害，反核是因為回饋金談不攏，如果真的有害，「怎麼會因為是回饋金談不攏，寧可繼續放30年？」，因此引起多個原住民團體、環保團體與達悟族代表的抗議。黃士修事後認為，應該道歉的是反核團體，並且說若蘭嶼人決意要遷出核廢料，他舉雙手贊成。[21]在產生爭議後，黃士修也在12日的「以核養綠」公投的意見發表會上拿出核廢料遷出公投提案書，並且表示我們要解救蘭嶼人！[22]

## 出版物
- 《反核謬論全破解：全面駁斥彭明輝、劉黎兒、綠盟反核書籍》[23]：2015年1月25日，核能流言終結者發表與吉興工程顧問董事長陳立誠合著，以論據反駁反核團體的出版物，如彭明輝著作《有核不可：擁／反核的33個理由》、劉黎兒著作《台灣必須廢核的十個理由》與綠色公民行動聯盟編著《核四真實成本與能源方案報告》等。

## 外部連結
- 核能流言終結者 官方網站 （页面存档备份，存于）
- 核能流言終結者的Facebook專頁
- 核能流言終結者 維基
- 核能流言終結者 部落格 （页面存档备份，存于）